# 坂本清馬
坂本 清馬（さかもと せいま、1885年〈明治18年〉7月4日 - 1975年〈昭和50年〉1月15日）は、日本の社会運動家、幸徳事件（いわゆる大逆事件）で逮捕され、仮釈放後も無実を訴え続けた。

## 経歴
高知県安芸郡元村（のち同郡室戸町、現・室戸市）出身。高知第二中学校を中退し、中退後は上京し、砲兵工廠に勤務する。「平民新聞」を読み、社会主義に関心を持ち、1907年〈明治40年〉に同郷の幸徳秋水の門を叩き、その書生となる。翌年、熊本に移り、「熊本評論」の記者となる。同年赤旗事件が起こり、上京し、幸徳の元に身を寄せた。しかし、意見の相違により幸徳から離れ、各地を移動する。1910年〈明治43年〉東京に戻り、7月26日に「浮浪罪」で逮捕され、8月9日に天皇爆殺を企てた大逆事件の被告として起訴された。1911年〈明治44年〉1月18日幸徳らとともに死刑判決を受けたが、翌19日に無期懲役に減刑された。その後、秋田監獄に移送された。収監から20年経た1931年〈昭和6年〉高知刑務所に移送される。1934年〈昭和9年〉仮釈放で出所。戦後の1947年〈昭和22年〉復権する。戦後も大逆事件での無実を訴え、1961年〈昭和36年〉に刑死した森近運平の妹の栄子とともに再審請求したが、1965年〈昭和40年〉に棄却され、特別抗告をしたが、1967年〈昭和42年〉に棄却された。この間、幡多郡中村町（のち中村市、現・四万十市）議会議員となる。1975年〈昭和50年〉に死去した。

## 著書
- 『坂本清馬自伝 : 大逆事件を生きる』新人物往来社、1976年

## 伝記
- 鎌田慧 著『残夢 : 大逆事件を生き抜いた坂本清馬の生涯』金曜日、2011年。
- 文庫版『残夢 : 大逆事件を生き抜いた坂本清馬の生涯』講談社文庫、2015年。
- 山岡千枝子 著『永い冬 : 大逆事件最後の証人坂本清馬の奪われた青春』自費出版、2009年。